# Serra d'Énguera
La serra d'Énguera (o d'Enguera en castellà) és un conjunt muntanyenc situat entre el País Valencià i Castella - la Manxa, entre les comarques de la Canal de Navarrés i la Vall de Cofrents a la part valenciana, i el Monte Ibérico-Corredor de Almansa a la castellana. S'eleva a altures que superen els 1.000 metres i s'estén entre les localitats d'Énguera (de la que pren el nom), Aiora i Almansa.

## Particularitats
Es tracta d'un conjunt de llargues unitats anticlinals amb orientació nord-est sud-oest, formant serres i unitats sinclinals, amb la mateixa orientació, que dona lloc a estretes valls i profunds barrancs. La zona occidental, considerada com una prolongació del Massís del Caroig, presenta un relleu abrupte, amb materials calcaris intensament fracturats amb una altitud mitjana de 900 metres, trobant-se les majors cotes cap al sud i sud-est, amb los Altos de Salomón com a cota màxima amb 1.056 m.
La vall d'Énguera, al sud-oest, marca la frontera amb la Serra de la Plana que també forma part del conjunt d'anticlinals.
L'abundància de fonts és una característica del paisatge de la serra d'Énguera. S'han trobat referències de fins a 115 fonts i 55 pous al llarg de la història, tot i que molts no ha sigut possible localitzar-los de manera concreta. Algunes de les fonts més destacades són la de Benalí, de Peña Roya, Huesca, de la Rosa o de las Arenas. Diversos barrancs i rierols drenen les aigües cap als rius que envolten este complex muntanyenc, com són el riu Cànyoles (que naix a la part castellana de la serra), el barranc de la Boquilla, la rambla del Riajuelo o el riu Grande, al límit entre la serra d'Énguera i el Caroig.

## Geologia
La serra d'Énguera pertany al sistema Bètic, concretament al sector Prebètic. El fet que hi predominen els materials calcaris fa que el conjunt siga una important mostra del relleu càrstic, amb presència de nombroses grutes i simes que arriben als 60 metres de profunditat. També es troben nombroses coves i abrics d'antics pobladors com la cova de los Muertos o de las Maravillas, el Castillarejo, les del barranc del Benacancil o la Cueva Santa.

## Presència humana
Gran nombre de caserius i llogarets fan de la d'Énguera una serra fortament poblada. Destaca el llogaret de Navalón que pertany al municipi d'Énguera i els nombrosos caserius molts d'ells abandonats com el de Benalí, pas obligat de la transhumància cap a la Meseta. També destaquen los Cucos, edificacions de pedra en sec d'alt valor cultural i etnològic utilitzats pels agricultors de la zona.

## Protecció
La serra ha estat protegida sota la figura legal de Lloc d'Interés Comunitari, a més compta amb diverses microreserves de flora. L'associació ADENE (Associació en Defensa de la Natura d'Énguera) porta endavant una important tasca de protecció i preservació de l'espai natural.